# Segunda Categoría de Pichincha
El Campeonato Provincial de la Segunda Categoría de Pichincha es un torneo oficial de fútbol de ascenso en la provincia de Pichincha. Es organizado anualmente por la Asociación de Fútbol No Amateur de Pichincha (AFNA) y es la única federación que hay descenso en sus categorías. Los cuatro mejores clubes (campeón, subcampeón, tercer lugar y cuarto lugar) clasifican al torneo de Ascenso Nacional por el ascenso a la Serie B, además el campeón provincial clasificará a la primera fase de la Copa Ecuador. En cambio, el club que ocupa en el último lugar de la tabla desciende al Torneo Amateur de Pichincha más conocido como Ascenso Pichincha.

## Palmarés
| Temporada | Campeón                      | Subcampeón                       |
| --------- | ---------------------------- | -------------------------------- |
| 1968      | Universidad Católica (1)     | ?                                |
| 1969      | Politécnico (1)              | San Lorenzo (La Vicentina) (1)   |
| 1970      | Politécnico (2)              | ?                                |
| 1971      | Aucas(1)                     | Shyris (1)                       |
| 1972      | Aucas (2)                    | San Lorenzo (La Vicentina) (2)   |
| 1973      | Liga de Quito(1)             | Aucas (1)                        |
| 1974      | Politécnico (3)              | ?                                |
| 1975      | Politécnico (4)              | ?                                |
| 1976      | Politécnico (5)              | ?                                |
| 1977      | Puebla Junior (1)            | ?                                |
| 1978      | Politécnico (6)              | ?                                |
| 1979      | Politécnico (7)              | ?                                |
| 1980      | Politécnico (8)              | ?                                |
| 1981      | Politécnico (9)              | ?                                |
| 1982      | Politécnico (10)             | ?                                |
| 1983      | Chacarita (1)                | Puebla Junior (1)                |
| 1984      | Politécnico (11)             | Independiente José Terán (1)     |
| 1985      | Aucas(3)                     | Chacarita (1)                    |
| 1986      | Aucas (4)                    | San Pedro (1)                    |
| 1987      | San Pedro (1)                | 3 de Julio (1)                   |
| 1988      | 3 de Julio (1)               | Chimbacalle (1)                  |
| 1989      | Espoli (1)                   | 3 de Julio (2)                   |
| 1990      | Espoli (2)                   | América de Quito (1)             |
| 1991      | América de Quito (1)         | Real Madrid (1)                  |
| 1992      | América de Quito (2)         | ADAC (1)                         |
| 1993      | ADAC (1)                     | IMG (1)                          |
| 1994      | 3 de Julio (2)               | Universidad Católica (1)         |
| 1995      | ADAC (2)                     | Universidad Católica (2)         |
| 1996      | Universidad Católica (2)     | 3 de Julio (3)                   |
| 1997      | Independiente José Terán (1) | Universidad Católica (3)         |
| 1998      | Universidad Católica (3)     | Club Deportivo Independiente (1) |
| 1999      | San Pedro (2)                | América de Quito (2)             |
| 2000      | América de Quito (3)         | Talleres (1)                     |
| 2001      | América de Quito (4)         | San Pedro (2)                    |
| 2002      | América de Quito (5)         | San Pedro (3)                    |
| 2003      | San Pedro (3)                | América de Quito (3)             |
| 2004      | América de Quito (6)         | Talleres (2)                     |
| 2005      | Colegio de Liga (1)          | América de Quito (4)             |
| 2006      | UTE (1)                      | Club Sport Santo Domingo (1)     |
| 2007      | Independiente José Terán (2) | Águilas (1)                      |
| 2008      | UTE (2)                      | Cuniburo (1)                     |
| 2009      | Cuniburo (1)                 | UTE (1)                          |
| 2010      | Aucas (5)                    | Cuniburo (2)                     |
| 2011      | Aucas (6)                    | Cuniburo (3)                     |
| 2012      | Aucas (7)                    | Cuniburo (4)                     |
| 2013      | UIDE F. C. (1)               | Clan Juvenil (1)                 |
| 2014      | Clan Juvenil (1)             | UIDE F. C. (1)                   |
| 2015      | Clan Juvenil (2)             | Los Loros (1)                    |
| 2016      | Puerto Quito (1)             | América de Quito (5)             |
| 2017      | Espoli (3)                   | Puerto Quito (1)                 |
| 2018      | Espoli (4)                   | Cumbayá F. C. (2)                |
| 2019      | Cumbayá F. C. (1)            | Espoli (1)                       |
| 2020      | Cumbayá F. C. (2)            | Aampetra (1)                     |
| 2021      | Aampetra (1)                 | Espoli (2)                       |
| 2022      | Aampetra (2)                 | Deportivo Quito (1)              |
| 2023      | Tumbaco AV25 (1)             | Aampetra (2)                     |
| 2024      | Miguel Iturralde (1)         | Deportivo Meridiano (1)          |
| 2025      | Por definir                  | Por definir                      |

## Estadísticas por equipo

### Campeonatos
| Equipo                     | Títulos | Subtítulos | Temporadas campeón                                                | Temporadas subcampeón         |
| -------------------------- | ------- | ---------- | ----------------------------------------------------------------- | ----------------------------- |
| Politécnico                | 11      | 0          | 1969, 1970, 1974, 1975, 1976, 1978, 1979, 1980, 1981, 1982, 1984. |                               |
| Aucas                      | 7       | 1          | 1971, 1972, 1985, 1986, 2010, 2011, 2012.                         | 1973.                         |
| América de Quito           | 6       | 5          | 1991, 1992, 2000, 2001, 2002, 2004.                               | 1990, 1999, 2003, 2005, 2016. |
| Espoli                     | 4       | 2          | 1989, 1990, 2017, 2018.                                           | 2019, 2021.                   |
| Universidad Católica       | 3       | 3          | 1968, 1996, 1998.                                                 | 1994, 1995, 1997.             |
| Club San Pedro de Cayambe  | 3       | 3          | 1987, 1999, 2003.                                                 | 1986, 2001, 2002.             |
| 3 de Julio                 | 2       | 3          | 1988, 1994.                                                       | 1987, 1989, 1996.             |
| Cumbayá F. C.              | 2       | 2          | 2019, 2020.                                                       | 2015, 2018.                   |
| Aampetra                   | 2       | 2          | 2021, 2022.                                                       | 2020, 2023.                   |
| Club Deportivo ADAC        | 2       | 1          | 1993, 1995.                                                       | 1992.                         |
| Independiente José Terán   | 2       | 1          | 1997, 2007.                                                       | 1984.                         |
| UTE                        | 2       | 1          | 2006, 2008.                                                       | 2009.                         |
| Clan Juvenil               | 2       | 1          | 2014, 2015.                                                       | 2013.                         |
| Cuniburo                   | 1       | 4          | 2009.                                                             | 2008, 2010, 2011, 2012.       |
| Puebla Junior              | 1       | 1          | 1977.                                                             | 1983.                         |
| Chacarita                  | 1       | 1          | 1983.                                                             | 1985.                         |
| UIDE F. C.                 | 1       | 1          | 2013.                                                             | 2014.                         |
| Puerto Quito               | 1       | 1          | 2016.                                                             | 2017.                         |
| Liga de Quito              | 1       | 0          | 1973.                                                             |                               |
| Colegio de Liga            | 1       | 0          | 2005.                                                             |                               |
| Tumbaco AV25               | 1       | 0          | 2023.                                                             |                               |
| Miguel Iturralde           | 1       | 0          | 2024.                                                             |                               |
| San Lorenzo (La Vicentina) | 0       | 2          |                                                                   | 1969, 1972.                   |
| Talleres                   | 0       | 2          |                                                                   | 2000, 2004.                   |
| Shyris                     | 0       | 1          |                                                                   | 1971.                         |
| Chimbacalle                | 0       | 1          |                                                                   | 1988.                         |
| Real Madrid                | 0       | 1          |                                                                   | 1991.                         |
| IMG                        | 0       | 1          |                                                                   | 1993.                         |
| Independiente              | 0       | 1          |                                                                   | 1998.                         |
| C. S. Santo Domingo        | 0       | 1          |                                                                   | 2006.                         |
| Águilas                    | 0       | 1          |                                                                   | 2007.                         |
| Deportivo Quito            | 0       | 1          |                                                                   | 2022.                         |
| Deportivo Meridiano        | 0       | 1          |                                                                   | 2024.                         |

### Estadísticas por Cantón
| Cantón                     |    | Títulos |    | Subtítulos |  |
| -------------------------- | -- | --- | -- | --- |  |
| Quito                      | 44 | Politécnico (11) Aucas (7) América de Quito (6) Espoli (4) Universidad Católica (3) Aampetra (2) Cumbayá F. C. (2) UTE (2) Chacarita (1) Colegio de Liga (1) Liga de Quito (1) Miguel Iturralde (1) Puebla Junior (1) Tumbaco AV25 (1) UIDE F. C. (1) | 26 | América de Quito (5) Universidad Católica (3) Aampetra (2) Cumbayá F. C. (2) Espoli (2) San Lorenzo (La Vicentina) (2) Aucas (1) Chacarita (1) Chimbacalle (1) Deportivo Meridiano (1) Deportivo Quito (1) IMG (1) Puebla Junior (1) Shyris (1) UIDE F. C. (1) UTE (1) |  |
| Cayambe                    | 4  | San Pedro (3) Cuniburo (1) | 7  | Cuniburo (4) San Pedro (3) |  |
| Rumiñahui                  | 4  | Clan Juvenil (2) Independiente José Terán (2) | 2  | Clan Juvenil (1) Independiente José Terán (1) |  |
| Santo Domingo (hasta 2007) | 4  | 3 de Julio (2) ADAC (2) | 8  | 3 de Julio (3) ADAC (1) Águilas (1) C. S. Santo Domingo (1) Independiente (1) Talleres (1) |  |
| Puerto Quito               | 1  | Puerto Quito (1) | 1  | Puerto Quito (1) |  |
| Mejía                      |    | | 1  | Real Madrid (1) |  |